# Дубойс (Айдахо)
Дубойс (англ. Dubois) — административный центр округа Кларк, штат Айдахо, США. Согласно переписи 2010 года население составляло 677 человек, что на 30 человек больше, чем в 2000 году.

## География
Дубойс расположен по координатам 44°10′24″ с. ш. 112°13′49″ з. д. (44.173410, -112.230273). По данным Бюро переписи населения США, в 2010 году город имел площадь 6,49 км², из которых 6,48 км² — суша и 0,01 км² — водоёмы. В 2017 году площадь составила 7,07 км², из которых 7,06 км² — суша и 0,01 км² — водоёмы.

## Демография
| Год переписи | Нас. |  | %±     |
| ------------ | ---- |  | ------ |
| 1920         | 590  |  | —      |
| 1930         | 312  |  | −47,1% |
| 1940         | 332  |  | 6,4%   |
| 1950         | 430  |  | 29,5%  |
| 1960         | 447  |  | 4%     |
| 1970         | 400  |  | −10,5% |
| 1980         | 413  |  | 3,3%   |
| 1990         | 420  |  | 1,7%   |
| 2000         | 647  |  | 54%    |
| 2010         | 677  |  | 4,6%   |
| 2020         | 511  |  | −24,5% |

### Перепись 2010 года
По данным переписи 2010 года, в городе проживало 677 человек в 229 домохозяйствах в составе 167 семей. Плотность населения составила 104,6 чел./км². Было 265 квартир (40,9/км²). Расовый состав населения: 67,1% — белых, 0,9% — афроамериканцев, 0,7% — индейцев, 0,3% — азиатов, 30,4% — лица других рас. К двум или более расам принадлежало 0,6% населения. Доля испанцев и латиноамериканцев составила 49,6% населения.
Средний возраст жителей города составил 32,3 лет. Из них 32,6% — лица младше 18 лет; 8,4% — от 18 до 24 лет; 24,6% — от 25 до 44 лет; 22,5% — от 45 до 64 лет; 11,8% — лица в возрасте 65 лет или старше. Половой состав населения: 51,6% мужчин и 48,4% женщин.
Средний доход на одно домашнее хозяйство составил 49 198 долларов США (медиана — 35 313), а средний доход на одну семью — 54 005 долларов (медиана — 40 625). За чертой бедности находилось 15,4% человек, в том числе 9,2% детей младше 18 лет и 8,0% лиц в возрасте 65 лет и старше.
Гражданское трудоустроенное население составляло 294 человека. Основные отрасли занятости: сельское хозяйство, лесничество, рыбалка — 55,8%, публичная администрация — 10,2%, розничная торговля — 9,9%.

### Перепись 2000 года
По данным переписи 2000 года, в городе проживало 647 человек в 214 домохозяйствах в составе 164 семей. Плотность населения составляла 112,0 чел./км². Было 245 квартир (42,4/км²). Расовый состав населения: 70,02% — белых, 1,08% — индейцев, 0,15% — азиатов, 0,15% — тихоокеанских островитян, 27,51% — лица других рас. К двум или более расам принадлежало 1,08% населения. Доля испанцев и латиноамериканцев составила 39,57% населения.
Возрастной состав населения: 36,0% — лица младше 18 лет, 8,0% — лица от 18 до 24 лет, 27,2% — от 25 до 44 лет, 18,4% — от 45 до 64 лет и 10,4% — лица в возрасте 65 лет и старше. Средний возраст жителей — 30 лет. Половой состав населения: 51,8% мужчин и 48,2% женщин.
Средний доход на одно домашнее хозяйство в городе составил 29 167 долларов США, на одну семью — 30 417 долларов США. Средний доход у мужчин составил 24 444 долларов США, у женщин — 21 000 долларов США. Доход на душу населения в городе составил 10 389 долларов США. Приблизительно 21,4% семей и 20,9% населения находились за чертой бедности, включая 25,7% лиц младше 18 лет и 14,1% лиц в возрасте 65 лет и старше.